# 전라남도영광교육지원청
전라남도영광교육지원청(全羅南道榮光敎育支援廳, Yeonggwang Office of Education)은 전라남도 영광군을 관할하는 전라남도교육청 산하의 교육지원청이다.
교육장은 장학관으로 보한다.
단, 중학교, 고등학교는 모두 남녀공학이다.

## 산하 기관

### 유치원
| - 홍농유치원 | - 영광대교회 영광유치원 - 영광중앙유치원 |

### 초등학교
| - 군남초등학교 - 군서초등학교 - 대마초등학교 - 묘량중앙초등학교 | - 백수서초등학교 - 백수초등학교 - 법성포초등학교 | - 불갑초등학교 - 염산초등학교 - 염산초등학교 낙월분교 - 영광중앙초등학교 - 영광초등학교 | - 홍농서초등학교 - 홍농초등학교 |

### 중학교
| - 법성중학교 - 성지송학중학교 - 영광군남중학교 - 영광대마중학교 - 영광백수중학교 | - 영광염산중학교 - 영광옥당중학교 - 영광중학교 - 영광홍농중학교 - 해룡중학교 |

### 고등학교
| - 영광고등학교 - 영광공업고등학교 - 법성고등학교 | - 영광전자고등학교 - 해룡고등학교 - 영산성지고등학교 |